# Benthopecten claviger
Benthopecten claviger är en sjöstjärneart som beskrevs av Fisher 1910. Benthopecten claviger ingår i släktet Benthopecten och familjen nålsjöstjärnor.

## Underarter
Arten delas in i följande underarter:
- B. c. occidentalis
- B. c. claviger